# Bahnhof Leipzig-Schönefeld
Der Bahnhof Leipzig-Schönefeld ist ein Kreuzungsbahnhof zwischen den Bahnstrecken (Leipzig Eilenburger Bf–) Leipzig-Anger–Leipzig-Heiterblick (–Eilenburg) und Leipzig-Wahren–Leipzig-Engelsdorf, welche zum Leipziger Güterring gezählt wird. Der Personenverkehr wurde 1942 eingestellt.

## Lage
Der Bahnhof befindet sich im Osten der sächsischen Stadt Leipzig. Entgegen seines Namens liegt er jedoch nicht im Stadtteil Schönefeld, sondern größtenteils in den Stadtteilen Paunsdorf und Heiterblick. Er befindet sich bei Streckenkilometer 13,4 der Strecke 6369, die aus Nordwesten von Leipzig-Wahren nach Leipzig-Engelsdorf im Südosten verläuft, sowie bei Kilometer 4,5 der Strecke 6371, die von der südlich gelegenen Abzweigstelle Leipzig-Anger nach Leipzig-Heiterblick im Nordosten führt.

## Geschichte
Die Betriebsstelle wurde am 1. Juni 1888 als Haltepunkt Schönefeld bei Leipzig an der Bahnstrecke Leipzig Eilenburger Bf–Eilenburg eröffnet. Am 15. Juni 1896 wurden die Anlagen um eine Ladestelle für den Güter- und Viehverkehr erweitert, die 1906 mit Inbetriebnahme der Güterringes zum Bahnhof erhoben wurden. 1908 wurde dieser in Schönefeld Preuß. Staatsb. bzw. 1911 in Schönefeld Pr. Stb. zur Unterscheidung des als Schönefeld Sächs. Stb. bezeichneten Haltepunktes an der Bahnstrecke Leipzig Hbf–Leipzig-Connewitz umbenannt. Diese doppelte Namensvergabe bestand bis 1920, als der Haltepunkt an der Strecke nach Leipzig-Connewitz in Leipzig Kirchstraße umbenannt wurde; seitdem trägt der Bahnhof die Bezeichnung Leipzig-Schönefeld. Der Haltepunkt an der Bahnstrecke Leipzig Hbf–Leipzig-Connewitz bestand bis 2012, zuletzt unter dem Namen Leipzig Ost. Mit der Aufgabe des Eilenburger Bahnhofes als Personenbahnhof am 2. November 1942 wurde auch der Personenverkehr im Bahnhof Leipzig-Schönefeld eingestellt.
Am 25. August 1979 gegen 10.40 Uhr stießen im Bahnhof Leipzig-Schönefeld zwei Güterzüge zusammen. Dabei wurden die Lokomotiven beider Züge beschädigt, 10 Güterwagen entgleisten und 5 stürzten um. Aus zwei Kesselwagen liefen ca. 65.000 Liter Benzin aus. Die beiden Triebfahrzeugführer wurden verletzt in ein Krankenhaus eingeliefert. Aus Sicherheitsgründen wurden 30 Familien aus fünf nahe gelegenen Wohnhäusern evakuiert. Ursache war ein Fehler des Fahrdienstleiters bei der probeweisen Bedienung eines Signals. Der Sachschaden wurde auf 420 Tausend DDR-Mark geschätzt.

## Anlagen
Der Bahnhof verfügt über zwei mechanische Stellwerke aus dem Jahr 1906. Das ungenutzte Empfangsgebäude befindet sich im Südosten des Bahnhofs an der Elisabeth-Schumacher-Straße. Der Personentunnel zu den ehemaligen Bahnsteiganlagen ist noch vorhanden.

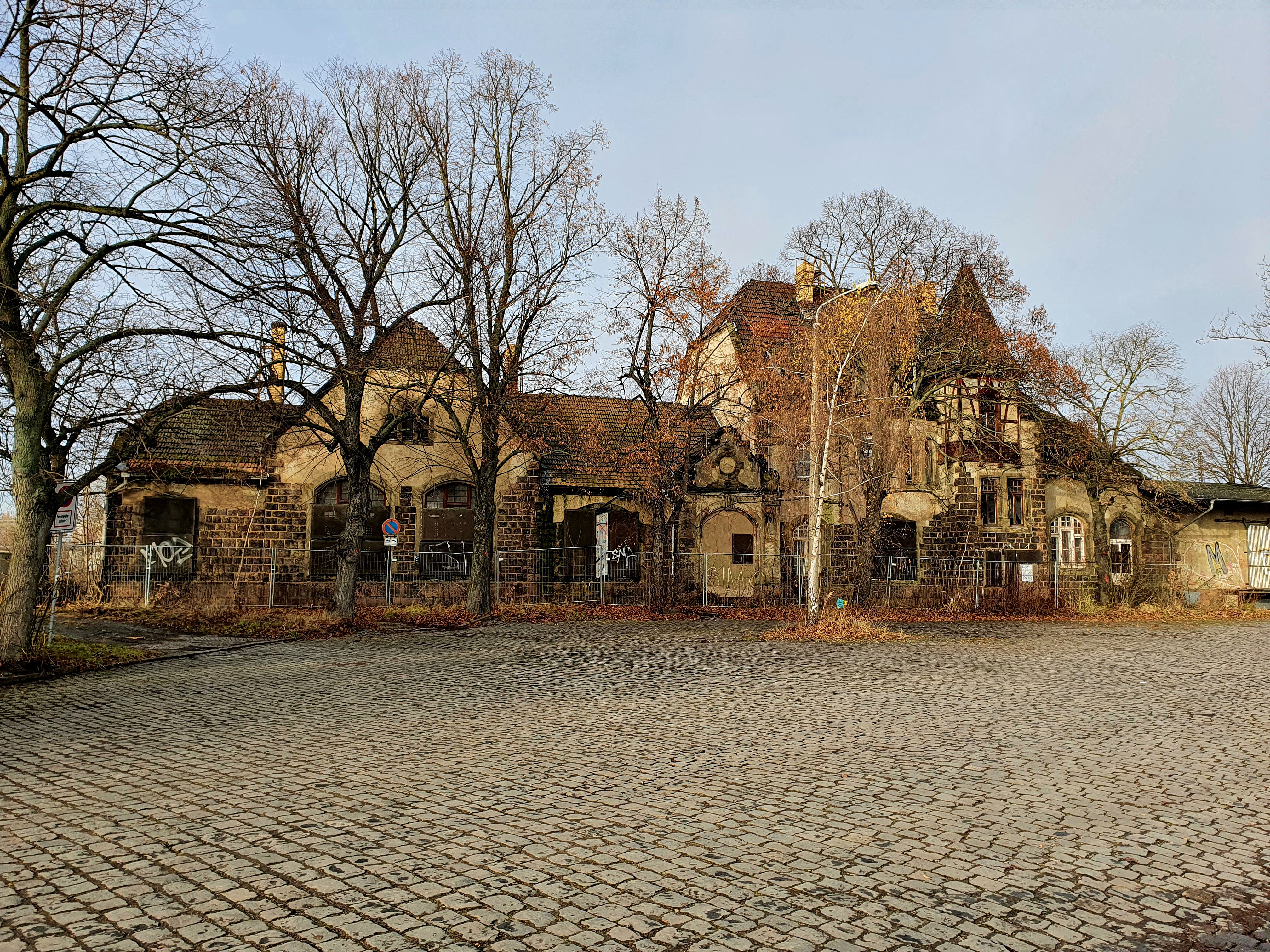
Empfangsgebäude, Straßenseite (2020)
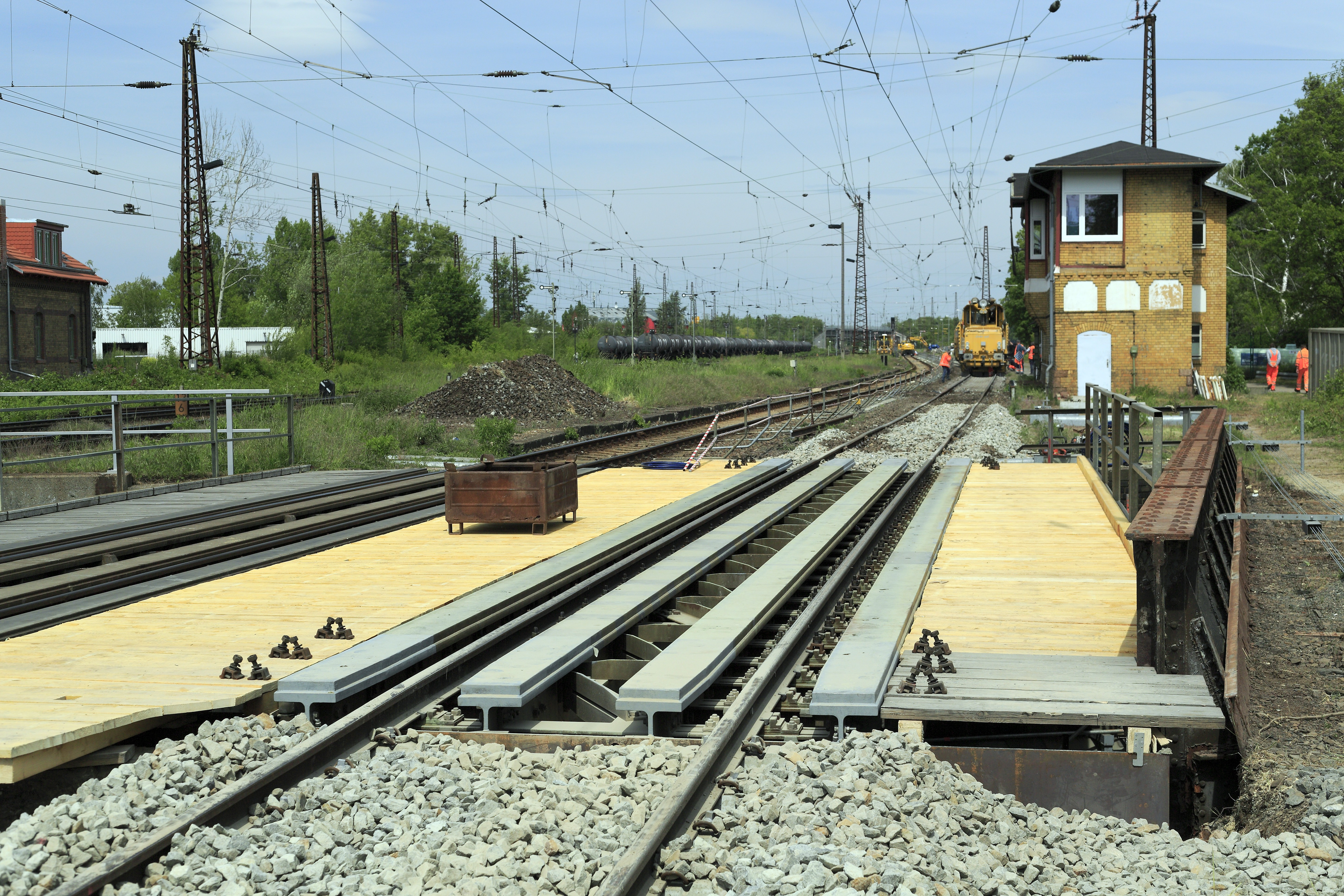
Befehlsstellwerk Sö im südlichen Bahnhofskopf (2020)
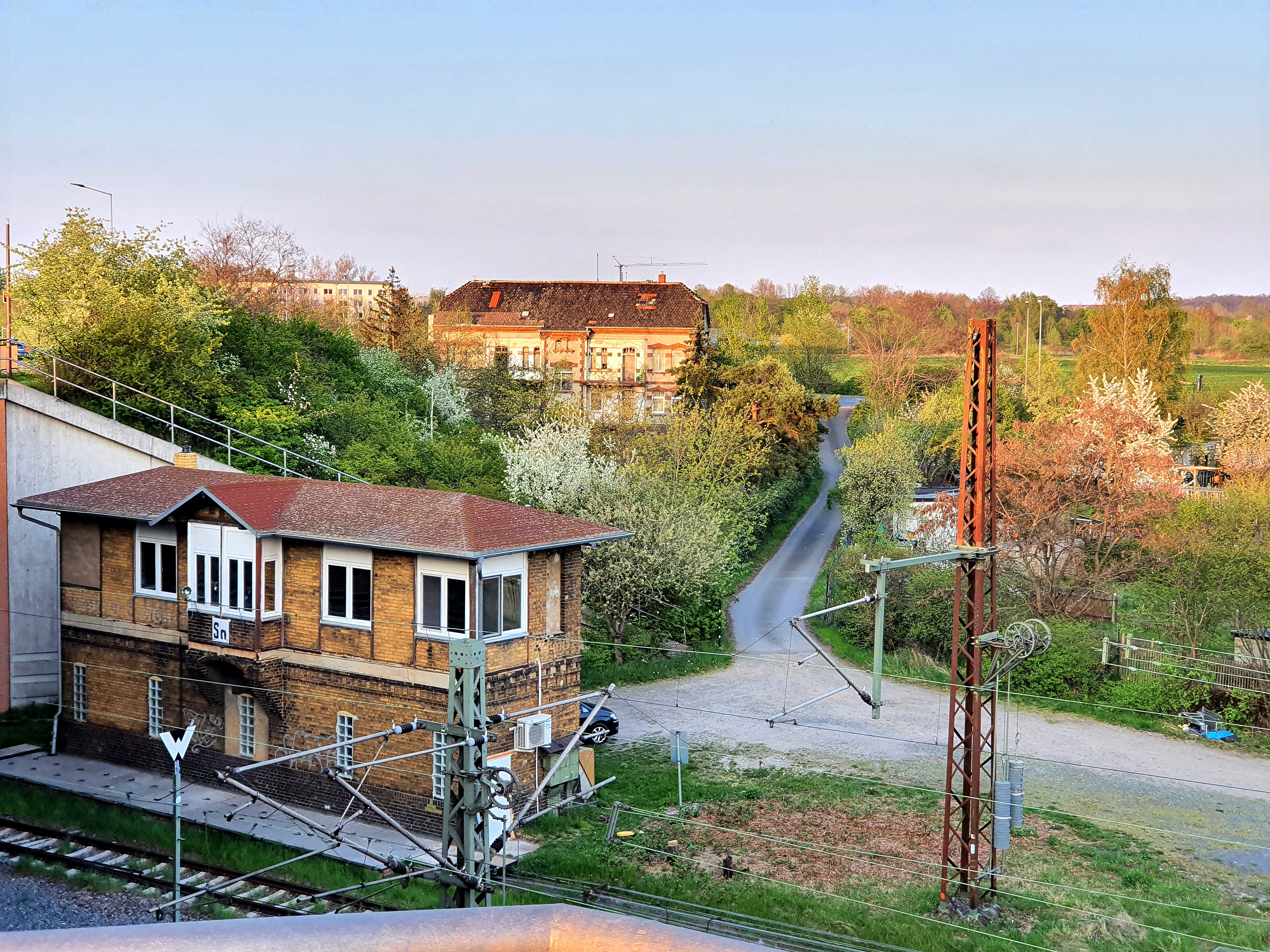
Wärterstellwerk Sn im nördlichen Bahnhofskopf (2022)
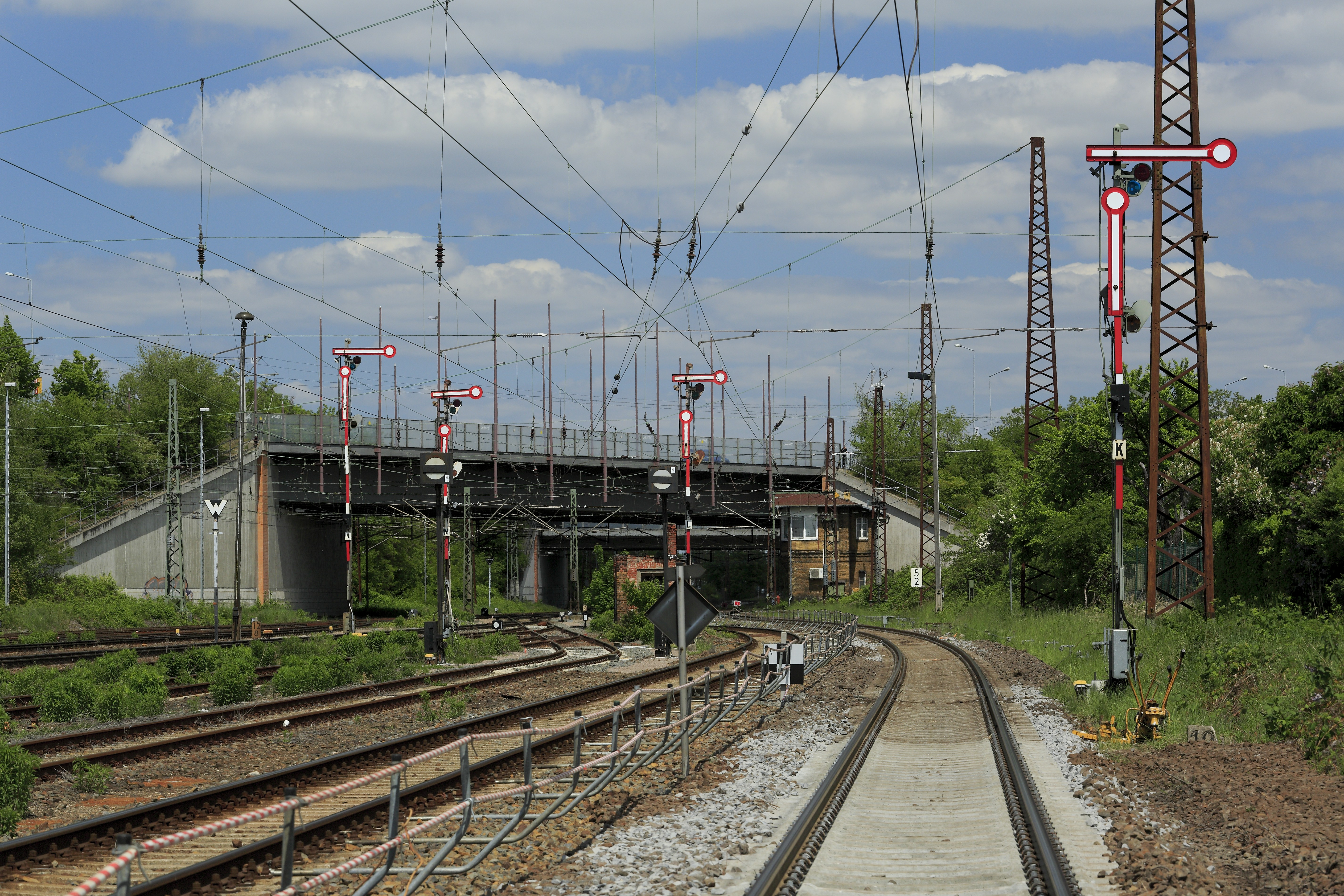
Ausfahrsignale Richtung Norden (2020)